# Mastopoma uncinifolium
Mastopoma uncinifolium är en bladmossart som beskrevs av Brotherus in Paris 1905. Mastopoma uncinifolium ingår i släktet Mastopoma och familjen Sematophyllaceae. Inga underarter finns listade i Catalogue of Life.